# Haló, haló!
Haló, haló! (v anglickém originále 'Allo 'Allo!) je britský sitcom z období druhé světové války vznikající pro BBC1 v letech 1982 až 1992. Obsahoval 85 epizod. Autory prvních šesti řad seriálu byli David Croft, který také napsal úvodní melodii, a Jeremy Lloyd. Od sedmé řady psali scénáře Lloyd a Paul Adam. V roce 2004 získal 13. místo v Britain's Best Sitcom.
V České republice vysílala sitcom Česká televize, poprvé v roce 1997 na ČT1.

## Postavy
Postavy v seriálu jsou snadno zapamatovatelné, jednající podle své předepsané šablony. Většina z nich má nějakou svoji hlášku, průpovídku nebo poznávací znamení pro snadnou orientaci ve scénách a charakterech.

### Hlavní postavy
| Gorden Kaye                                          | René François Artois (český dabing: Václav Postránecký) – místní majitel kavárny Café René, snažící se zůstat nestranný, tj. na straně všech. Němci mu neustále hrozí zastřelením, pokud neukryje ukradené obrazy; Odboj používá jeho kavárnu jako úkryt pro sestřelené britské letce; a nad to se pokouší před svou ženou utajit své vášnivé milostné avantýry se servírkami. Když ho manželka nachytá v objetí s jinou ženou, užívá tradiční větu „Ty ženská jedna hloupá!“, což je následováno překombinovaným vysvětlením, kterému Edith tradičně věří. Rozhodně se vzájemně nemusí se svou tchyní.                     |
| Carmen Silvera                                       | Edith Melba Artois (český dabing: Iva Janžurová) – Reného žena a místní kabaretní umělkyně – příšerná zpěvačka, toporná tanečnice, schopná svými čísly znechutit nebo přímo vylidnit kavárnu. Svého muže podezřívá z nevěry („René, co tady děláš s tou servírkou v objetí?!“), ale nikdy na ni nepřijde. |
| Rose Hill                                            | Madame Fanny La Fan (český dabing: Zuzana Talpová) – Reného tchyně, žijící v malém pokoji nad kavárnou, kde shodou okolností sídlí rádio Odboje pro spojení s Anglií a čas od času i ukrytí britští letci. Často se dožaduje pozornosti zoufalým voláním „Copak nikdo neslyší volání staré ženy?“ doprovázené bušením své berle o podlahu. |
| Vicki Michelle                                       | Yvette Carte-Blanche (český dabing: Veronika Gajerová) – jedna ze servírek v Café René, je zamilovaná do Reného, udržuje s ním milenecký vztah a věří, že s ním jednou uteče. Jejím klasickým zvoláním je „Óóó, René!“, což je následováno objetím a většinou i příchodem Edith. |
| Francesca Gonshaw                                    | Maria Recamier (český dabing: Sabina Laurinová) – v řadě 1 až 3. Druhá servírka v kavárně, také má milostné pletky s Reném a nemá tušení, že je konkurentkou Yvette. Věří, že jednou s Reném utečou. Ze seriálu mizí, když na sebe při útěku ze zajateckého tábora v převleku za balík Červeného kříže nalepí málo známek a je odeslána do Švýcarska. |
| Sue Hodge                                            | Mimi Labonq (český dabing: Jana Mařasová) – velmi malá náhrada za Marii, tedy další servírka v Café René. Je také tajnou agentkou Odboje a z hloubi duše nenávidí Němce. Nepřekvapí, že je zblázněná do Reného, ten se k ní chová více jako k dítěti a milenecký vztah s ní nenaváže. |
| Kirsten Cooke                                        | Michelle „od partyzánů“ Dubois (český dabing: Miroslava Pleštilová) – vůdkyně místního Odboje, je zodpovědná za překombinované plány, které mají pomoci utéct britským letcům, vyhodit do povětří německé muniční vlaky a náklaďáky. Ať už se chystá sdělit cokoli, uvozuje to větou „Teď mě dobře poslouchejte, nebudu to víckrát opakovat“. Jako jedna z mála nepodlehla Renému, pouze to jednou předstírala, aby Renému zabránila v odchodu z Odboje. |
| Jack Haig                                            | Monsieur Roger LeClerc (český dabing: Lubomír Lipský) – v řadě 1 až 5. Poslíček Odboje, mistr převleků, padělatel, zloděj a hráč na piáno. Je zodpovědný za doručování všemožného materiálu od baterií po bomby do kavárny, což činí v okázalých převlecích od prodavače cibule po ztraceného horolezce. Ohlašuje se zásadně pozdvižením brýlí a větou „Pst, to jsem já, LeClerc“. Je dětskou láskou madame Fanny, s níž je po letech často vídán v její posteli. |
| Derek Royle (6. řada) a Robin Parkinson (7.–9. řada) | Monsieur Ernest LeClerc (český dabing: Lubomír Lipský) – tato postava Rogerova bratra vznikla po náhlé smrti Jacka Haiga a v podstatě jej zastupuje ve všech jeho rolích i vlastnostech. Také byl dětskou láskou s madame Fanny a po letech navázal tam, kde Roger přestal – vzal si madame Fanny. |
| Kenneth Connor                                       | Monsieur Alfonse (český dabing: Karel Richter) – „Monsieur Alfonse, pohřební služba, rychle a stylově“. Miluje madame Edith, často ji dává najevo svou lásku, nosí květiny a nabízí spokojený život nad márnicí. Často pomáhá Odboji. Je slabý na srdce, na „svoji pumpičku“, která vynechává při pohledu na ženské spodní prádlo. |
| Hilary Minster                                       | Generál Erich Von Klinkerhoffen (český dabing: Dalimil Klapka) – nemilosrdný velitel často vyhrožující zastřelením francouzských vesničanů. Žije na velkém zámku u Nouvionu. Sestra jeho manželky je jedna z mnoha milenek Hermanna Göringa. |
| Richard Marner                                       | Plukovník Kurt Von Strohm (český dabing: Ota Jirák) – velitel města. Je zcela zaměstnaný ukrýváním ukradených obrazů a kukaček, které chce po válce prodat. Je stálým zákazníkem Café René, kde se rád pobaví se servírkami za trochu zásob a proviantu. Ke špinavé práci zneužívá Reného, kterému vyhrožuje zastřelením. Žije též na zámku. |
| Guy Siner                                            | Poručík Hubert Gruber (český dabing: Martin Zounar) – německý důstojník převelený z východní fronty, se záluskem na Reného. Chová se dle všech stereotypů jako homosexuál. Oblíbeným dopravním prostředkem je jeho „tančík Hubert“, bydlí na zámku. |
| Sam Kelly                                            | Kapitán Hans Geering (český dabing: Jiří Knot) – v řadě 1 až 4 a v jednom díle sedmé série. Původní asistent plukovníka Von Strohma. Díky převleku za anglického pilota je omylem poslán do Anglie. Téměř nikdy neříká Heil Hitler, používá pouze cosi znějícího jako „Klap!“. Spekulovalo se, že Sam Kelly odmítl heilovat kvůli svému židovskému původu, ale prý byl pouze líný říkat stále celý pozdrav. |
| Gavin Richards (4.–6. řada) a Roger Kitter (7. řada) | Kapitán Alberto Bertorelli (český dabing: Pavel Trávníček) – Ital který přišel se svou jednotkou do Nouvionu, když se Mussolini přidal do války. Je velký sukničkář, mimo jiné se točí i okolo Edith – kvůli dědictví. Jako heilování užívá „Heil Mussolini“ a jakmile něco splete, říká „Jaký stupido omylo!“. A nakonec jeho nesčetné medaile: „První řada je za tažení v Habeši. Druhá řada je za tažení v severní Africe. A třetí je za tažení těsta na pizzu!“ (v originále „The first row are for service in Abyssinia. The second row are for service in North Africa. And the third row are for servicing Fiats!“). |
| Richard Gibson (do 8. řady) a David Janson (9. řada) | Herr Otto Flick (český dabing: Michal Jagelka) – místní kulhající gestapácký důstojník schopný naprosto skrývat své emoce a chovat se zcela netečně, mimo jiné i při líbání. Je kmotřencem Heinricha Himmlera kvůli kterému se dal ke gestapu. Nosí kožený kabát, gestapácký klobouk a brýle. Miluje Helgu a chce si ji vzít. Oblíbené zvíře je krysa. Když Richard Gibson odmítl hrát Herr Flicka v poslední sérii a byl nahrazen Davidem Jansonem, v seriálu to bylo vysvětleno plastickou operací. |
| Kim Hartman                                          | Vojínka/Svobodnice Helga Geerhart (český dabing: Zuzana Skalická) – zářný příklad německého ženství, dobře stavěná sekretářka plukovníka Von Strohma a milenka Herr Flicka, kterého se snaží svést, aby z něho čerpala informace pro plukovníka a generála. Vždy, když někoho uvádí při vstupu do místnosti, ze všech sil křičí. |
| John Louis Mansi                                     | Herr Engelbert Von Smallhausen (český dabing: Václav Knop) – asistent Herr Flicka, oblečený stejně jako on, také kulhající, pouze s polovičním vzrůstem. U gestapa je na zkušební dobu, je hloupý, má hloupé nápady za které ho Flick vždy vytrestá ránou do hlavy čímkoli co je po ruce. |
| Arthur Bostrom                                       | Důstojník Crabtree (český dabing: Zdeněk Hruška) – britský špion vystupují jako francouzský strážník. Bohužel, jeho francouzština je zkomolená a nesrozumitelná, příkladem je jeho pozdrav: „Bodré podoledne.“ |
| John D. Collins a Nicholas Frankau                   | Letci Gavin Fairfax a Bobby Carstairs (český dabing: Jiří Prager, Svatopluk Skopal) – nad Francií sestřelení britští piloti, snažící se uniknout z okupované Francie. Jejich prostředníkem je Michelle od partyzánů, která jako jediná umí anglicky a která je autorem plánů k útěku. |

## Řady a díly
| Řada                       | Díly                       | Premiéra ve VB    | Premiéra ve VB     | Premiéra v Česku  | Premiéra v Česku  |
| Řada                       | Díly                       | První díl         | Poslední díl       | První díl         | Poslední díl      |
| -------------------------- | -------------------------- | ----------------- | ------------------ | ----------------- | ----------------- |
| Pilotní díl                | Pilotní díl                | 30. prosince 1982 | 30. prosince 1982  | 2. ledna 1997     | 2. ledna 1997     |
| 1                          | 7                          | 7. září 1984      | 26. října 1984     | 7. ledna 1997     | 21. ledna 1997    |
| 2                          | 6                          | 21. října 1985    | 25. listopadu 1985 | 22. ledna 1997    | 4. února 1997     |
| Vánoční speciál            | Vánoční speciál            | 26. prosince 1985 | 26. prosince 1985  | 5. února 1997     | 5. února 1997     |
| 3                          | 6                          | 5. prosince 1986  | 9. ledna 1987      | 6. února 1997     | 19. února 1997    |
| 4                          | 6                          | 7. listopadu 1987 | 12. prosince 1987  | 20. února 1997    | 6. března 1997    |
| 5                          | 26                         | 3. září 1988      | 25. února 1989     | 11. března 1997   | 8. května 1997    |
| 6                          | 8                          | 2. září 1989      | 21. října 1989     | 13. května 1997   | 28. května 1997   |
| 7                          | 10                         | 5. ledna 1991     | 16. března 1991    | 29. května 1997   | 24. června 1997   |
| Vánoční speciál            | Vánoční speciál            | 24. prosince 1991 | 24. prosince 1991  | 26. června 1997   | 26. června 1997   |
| 8                          | 7                          | 5. ledna 1992     | 1. března 1992     | 1. července 1997  | 22. července 1997 |
| 9                          | 6                          | 9. listopadu 1992 | 14. prosince 1992  | 24. července 1997 | 12. srpna 1997    |
| The Best of 'Allo 'Allo!   | The Best of 'Allo 'Allo!   | 17. srpna 1994    | 17. srpna 1994     | nebylo vysíláno   | nebylo vysíláno   |
| The Return of 'Allo 'Allo! | The Return of 'Allo 'Allo! | 28. dubna 2007    | 28. dubna 2007     | nebylo vysíláno   | nebylo vysíláno   |